# Hermann Sallmayer
Hermann Sallmayer (* 29. März oder 31. März 1823 in Wien; † 3. Mai 1886 in Dornbach (Wien)) war ein österreichischer Schriftsteller, Schauspieler,   Theaterleiter und ab 1879 Herausgeber der Satirezeitschrift Die Bombe.

## Leben
Der Sohn eines Buchhändlers fühlte sich schon von seiner frühesten Jugend an zum Theater hingezogen. Einen geregelten Schauspielunterricht hat er nicht genossen, seine Ausbildungsstätte war die Bühne. Als Mitglied eines durch das Land ziehenden Stegreiftheaters spielte er alle Fächer des Schauspiels, mit Ausnahme von Rollen, die dem Niedrig-Komischen Stil zuzuordnen waren. Nach diesen Wanderjahren folgten Auftritte an größeren Provinzbühnen, unter anderem in Regensburg, Augsburg, Bremen, Lemberg, Leipzig, Wien und London. Dabei handelte es sich aber nur um vorübergehende Engagements, da sich Sallmayer nicht an eine bestimmte Bühne binden wollte. Auch ein gut gemeinter Hinweis Nestroys, dass beim Theater in Ofen eine Rolle zu besetzen sei, führte zu keinem Abschluss.

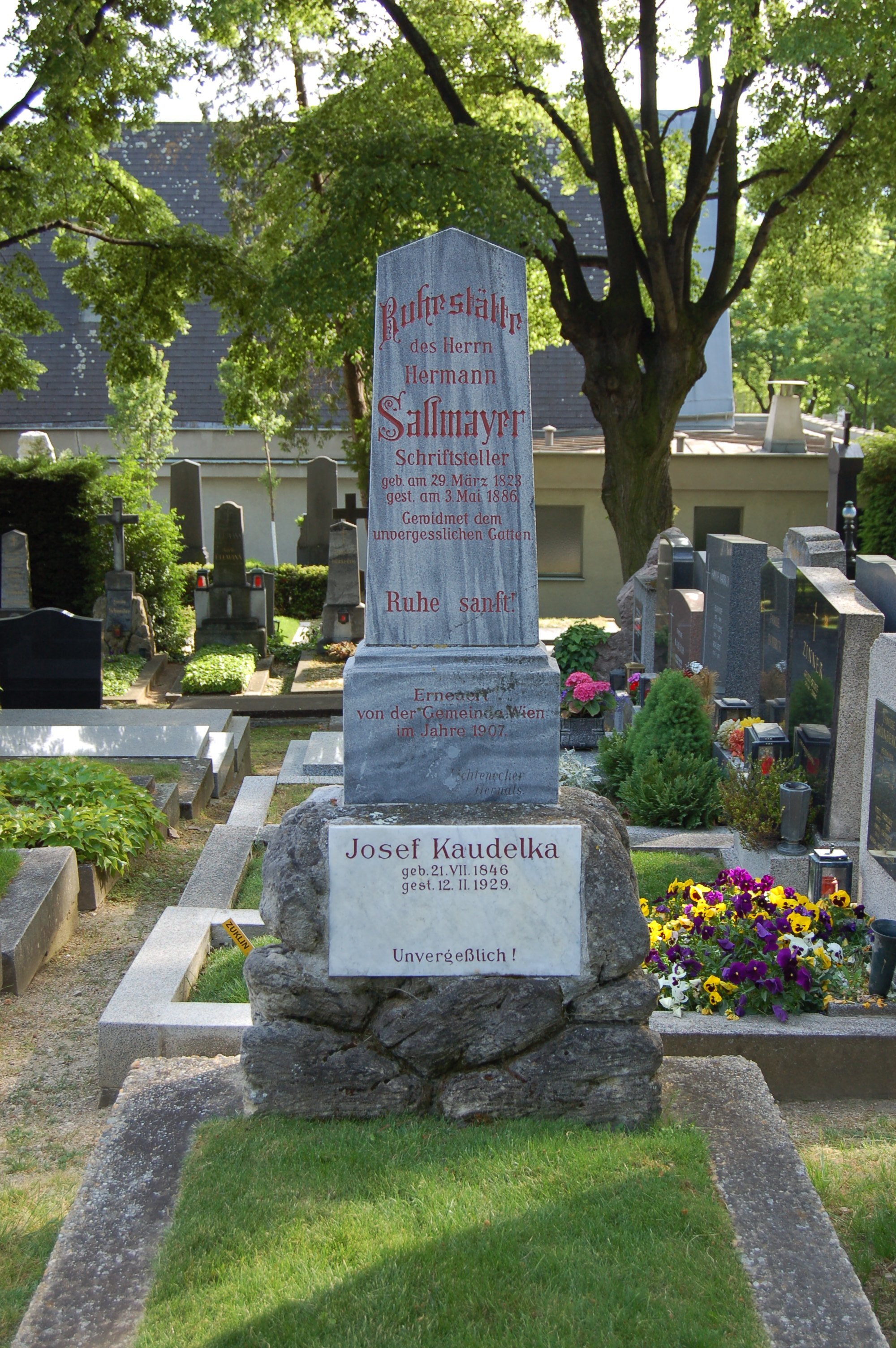
Grabstätte von Hermann Sallmayer am Dornbacher Friedhof

Am 1. Oktober 1856 trat Sallmayer zum ersten Mal in Innsbruck auf. Sein Sekretär Wurm in Schillers „Kabale und Liebe“ wurde in der Tagespresse lobend erwähnt. Aber nicht nur als Schauspieler, sondern auch als Bühnenautor und Schriftsteller erfreute sich der Künstler in der Tiroler Landeshauptstadt eines guten Rufes. Die Dramen „Philippine Welser“ und „Frauenherzen“ stammen aus seiner Feder und wurden sowohl in Innsbruck, wie auch an anderen Bühnen mit großem Erfolg aufgeführt. Am 26. November 1856 wohnte das erzherzogliche Paar Karl Ludwig von Österreich und Margarete von Sachsen im k. k. Nationaltheater Innsbruck der Aufführung des Festspiels „Ein Tag der Freude für Tirol“ bei, das der Künstler eigens für diesen Anlass geschrieben hatte.
In den Saisonen 1859/60 und 1861/62 leitete er das ständische Theater in Klagenfurt. Zur Förderung der heimischen dramatischen Literatur veranstaltete er an diesem Theater ein Preisausschreiben, in welchem er demjenigen, der ihm binnen eines Jahres ein Drama aus dem Kärntner Volksleben präsentierte, eine großzügige Belohnung versprach.
Nachdem er eine Zeitlang in Marburg a. d. Drau und Raab gewirkt hatte, kehrte er wieder nach Innsbruck zurück, wo er für zwei Saisonen (1864/65 und 1865/66) die Leitung des Nationaltheaters übernahm. 1866/67 wechselte er an das Landständische Theater in Linz, behielt aber die Leitung der in Innsbruck verpflichteten Operngesellschaft weiter bei. Wenn man das an beiden Spielstätten tätige Personal als Korporative begreift, waren mehr als 150 Personen in seinem Unternehmen beschäftigt. Nach dem Auslaufen des Vertrages wurde sein Kontrakt nicht mehr verlängert, da die anfangs noch eifrig beklatschten Vorstellungen gegen Ende der Saison nicht mehr den Erwartungen des Publikums entsprachen.
1867 übernahm Sallmayer die Leitung des Theater in der Josefstadt in Wien. Dieses Unternehmen endete trotz anfänglicher künstlerischer Erfolge in einem finanziellen Fiasko und zog letztlich auch die Versteigerung der Theaterbibliothek und der Garderoben der Theatergesellschaft nach sich.
Weitere Versuche als Direktor am Thalia-Theater in Wien und an dem von ihm 1868 errichteten Sommertheater in Hernals Fuß zu fassen, waren ebenso wenig erfolgreich wie 1870 die Gründung eines Sommertheaters in Königsberg (Preußen), wo Sallmayer 1870/1871 als Regisseur und Schauspieler am Vereinigten Theater wirkte. 1873 wurde er mit der stellvertretenden Leitung des Deutschen Theaters in Budapest betraut, zog sich jedoch 1874 von der Bühne zurück und lebte in der Folge als Schriftsteller und Journalist.
Sallmayer verfasste eine Reihe von literarischen Arbeiten, unter anderem auch die Betrachtung: „Kunstinstitut oder Vergnügungsort? Skizzen über deutsche Theaterzustände, mit besonderem Hinblick auf die Schaubühne in Österreich und die kleineren Theaterunternehmungen daselbst“. Teilweise sind seine Schriften unter einem Pseudonym erschienen.
Nach der Verurteilung des Herausgebers der Wochenzeitung Die Bombe im Juni 1879 führte Sallmayer das Satireblatt weiter.
Sallmayer war zweimal verheiratet und lebte zuletzt in Wien, wo er im Alter von 64 Jahren verstarb. Die Stadt Wien hat ihm in Anerkennung seiner Verdienste am Dornbacher Friedhof ein Ehrengrab gewidmet.
Zwei Enkelinnen des Künstlers, die Zwillingsschwestern Hermance und Marianne Merten-Sallmayer, waren in den 1890er Jahren gefeierte Kinderstars.

## Lyrische und dramatische Werke (Auswahl)
- Ein Künstlerherz (Drama, Lemberg 1851)
- Philippine Welser (Schauspiel in 5 Akten, Augsburg 1854)
- Frauenherzen (Drama, Augsburg 1855)
- Ein Tag der Freude in Tirol (Festspiel, Innsbruck 1856)
- Spiegelbilder (Gedichte, 1855)
- Lieder vom Meer (Gedichte, 1858)
- Verschneiter Frühling (Lieder und Gedichte, 1858)
- Der Thronstreit (Prolog mit Gesang in einem Akt, 1867)
- Der Mensch stammt nicht vom Tier ab (polemische Humoreske, 1872)
- Überraschungen (einaktige Bluette, 1874)
- Der Sieg des Geistes (Dramatisches Märchen, 1875)
- Für die Frauen (Ernste und heitere Skizzen, 1875)
- Gleiches Recht (Lustspiel, geschrieben für das Ringtheater 1878)